# Pelagic Life
Pelagic Life (cuyo nombre legal es Protección y Conservación Pelágica A.C.) es una ONG cuya misión es proteger la biodiversidad del mar abierto. Sus esfuerzos van dirigidos, por un lado, a reducir la pesca de especies pelágicas y reemplazarla por actividades turísticas, a cambiar el hábito de consumo de especies pelágicas a través de la educación y desarrollo de investigación científica para la creación de Áreas Naturales Protegidas.  La premisa es que estos animales valen más vivos que muertos.

## El llamado del tiburón
"El llamado del tiburón" es el actual proyecto de Pelagic Life. Se enfoca en el Puerto de San Carlos ubicado en la Bahía de Magdalena, Baja California Sur, donde la principal actividad económica es la pesca de tiburón. En el Mar de Cortés y costas de las Bajas Californias se pesca el 58% del tiburón de México - y México es el sexto país en pesca de tiburón a nivel mundial -. La pesca descontrolada en la zona está reduciendo de forma insostenible las poblaciones de: tiburón blanco (Carcharodon carcharias), tiburón martillo (Sphyrnidae), tiburón sedoso o cazón (Carcharhinus falciformis), tiburón mako (Isurus oxyrinchus) y tiburón azul (Prionace glauca).
Se está trabajando con los pescadores del Puerto de San Carlos para que cambien de actividad económica de pesca a turismo.

## México Pelágico - Documental
El documental "México Pelágico" narra los orígenes de la fundación de la ONG. Un grupo de amigos va a snorkelear a Bahía Magdalena, México, y presencian la pesca masiva de tiburón. De ahí nace el proyecto de cambiar la economía del lugar de una de pesca a una de turismo, siguiendo el modelo de Holbox.
"México Pelágico" recibió el Premio a Mejor Director en la XII edición del Festival de Cine de Mar Abierto de San Francisco y el Premio del Público en el Festival de Cine de Vail en 2015. Ahora el documental está disponible en Netflix.

## México Pelágico - Libro
El Libro "México Pelágico" (julio 2017) cuenta con fotografías sobre la asombrosa fauna de las aguas mexicanas. Con este libro se cumple un objetivo primordial de Pelagic Life: ofrecer el lector un compendio de información sobre la vida animal en el mar abierto de México, esto es, darle a conocer la impresionante biodiversidad y los majestuosos tesoros del mundo pelágico, para despertar en el un deseo de respetar, cuidar y proteger este medio.